# Azteca huberi
Azteca huberi är en myrart som beskrevs av Auguste-Henri Forel 1906. Azteca huberi ingår i släktet Azteca och familjen myror. Inga underarter finns listade.